# Saint-Eutrope-de-Born

Saint-Eutrope-de-Born este o comună în departamentul Lot-et-Garonne din sud-vestul Franței. În 2009 avea o populație de 696 de locuitori.

## Evoluția populației
| An        | 1975 | 1982 | 1990 | 1999 | 2006 | 2009 |
| --------- | ---- | ---- | ---- | ---- | ---- | ---- |
| Populație | 569  | 560  | 557  | 609  | 667  | 696  |